# Давид Шайн
Давид Шайн  (хорв. David Šain; нар. 8 лютого 1988, Осієк) — хорватський веслувальник, олімпійський медаліст.

## Виступи на Олімпіадах
| Олімпіада   | Дисципліна     | Місце |
| ----------- | -------------- | ----- |
| Лондон 2012 | четвірка парна | 2     |